# Ginstegrot

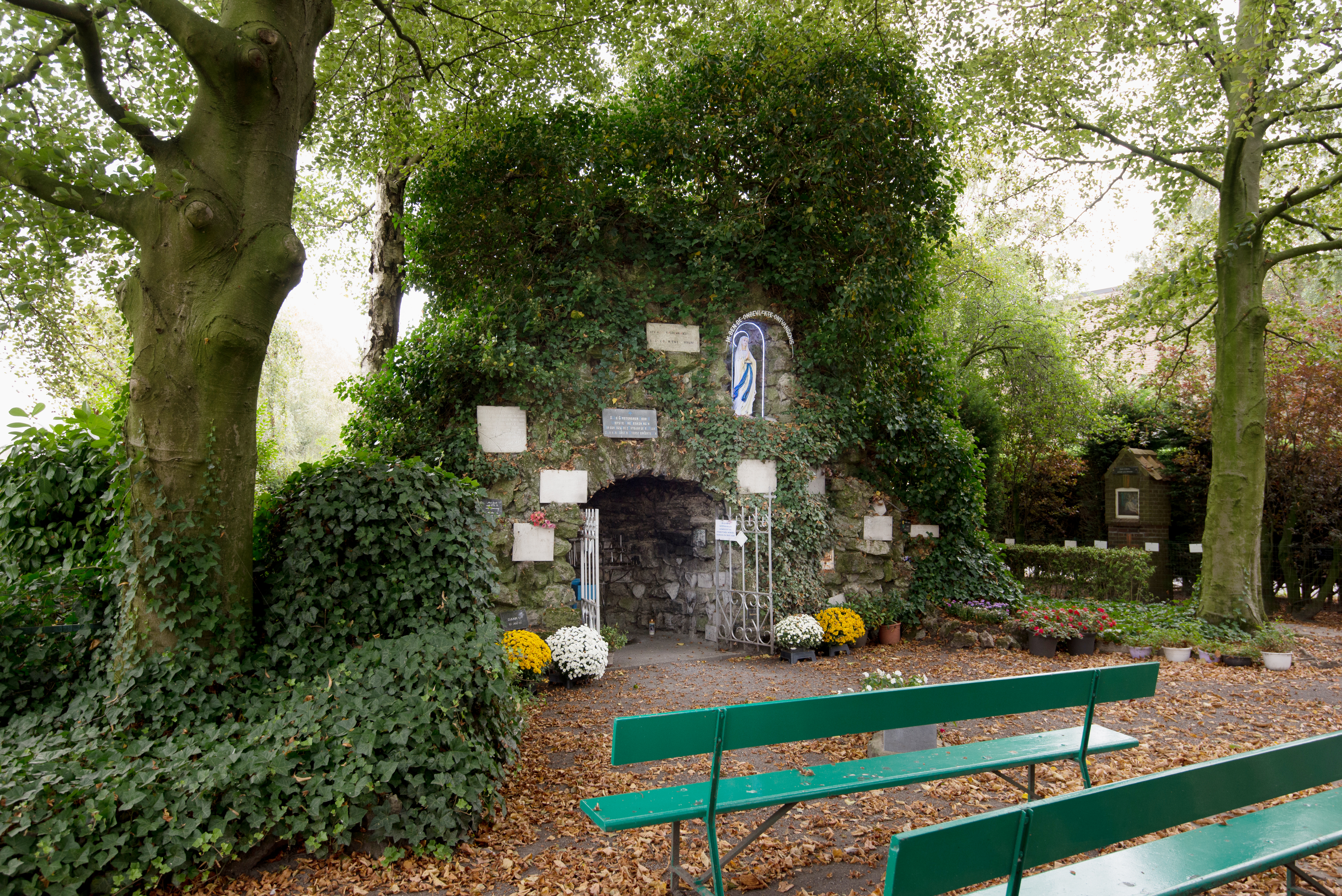
Ginstegrot

De Ginstegrot is een Mariagrot in De Ginste, een gehucht van de Belgische gemeente Oostrozebeke. Het is een traditioneel bedevaartsoord. De grot ligt vlak naast de Sint-Jozefskerk. 

## Geschiedenis
Het ontstaan van de grot is te danken aan E.H. Jozef Cosyn. Deze onderpastoor van Oostrozebeke wilde na de Eerste Wereldoorlog een dankmonument oprichten ter ere van Onze-Lieve-Vrouw. Hij wilde haar dank betuigen omdat de gemeente tijdens de oorlog gespaard werd. 
In de zomer van 1920 werd de grot gebouwd. De grootte van de grond was 20 bij 20 meter. De grond was geschonken door Juffrouw Clotilde Tack. De grot werd gebouwd met puin dat door de boeren van De Ginste op het front in Zonnebeke gehaald werd.
Op de eerste zondag van mei 1921 vond de allereerste bedevaart naar de Ginstegrot plaats. In 1922 worden de zeven kapelletjes van de zeven smarten bij de grot geplaatst. Aanvankelijk stond de grot langs de huidige Grotstraat. In april 1946 werd de bedevaartsplaats met 30 meter vergroot, na een gift van de familie Lootens. De grot werd op haar huidige plaats herbouwd, 30 meter dieper. Er worden zeven nieuwe kapelletjes geplaatst. Op 1 mei 1946 kon de bedevaart op de nieuwe locatie plaatsvinden. In de eerste maand bezochten al 1200 mensen de grot.
De bouwvakkers gebruikten 6000 kilo cement om de nieuwe grot te maken. Er kwam een preekstoel bij, een wijwatervat (gemaakt door Frans Vandenberghe), elektrische leidingen, sierlijke beplanting en smeedijzeren werk.
De jaarlijkse bedevaart vindt plaats op de eerste zondag van mei. Ook in de mei- en junimaand zijn er nog tal van andere bedevaarten.